# Аллюмьере
Аллюмьере (итал. Allumiere) — город в Италии, расположен в регионе Лацио, подчинён административному центру Рим (провинция).
Население составляет 4275 человек (на 2001 г.), плотность населения составляет 69 чел./км². Занимает площадь 62,3 км². Почтовый индекс — 51. Телефонный код — 00766.
Покровительницей города почитается Пресвятая Богородица (Santa Maria delle Grazie), празднование 8 сентября.